# Ткаченко, Александр Прохорович
Александр Прохорович Ткаченко (28 декабря 1912, с. Терновка, Курская губерния — 13 декабря 1971, Киев) — младший лейтенант Советской Армии, участник Великой Отечественной войны, Герой Советского Союза (1943).

## Биография
Александр Ткаченко 28 декабря 1912 года в селе Терновка (ныне — Яковлевский район Белгородской области). После окончания пяти классов школы работал на Харьковской центральной телефонной станции. В октябре 1941 года Ткаченко был призван на службу в Рабоче-крестьянскую Красную Армию и направлен на фронт Великой Отечественной войны. К сентябрю 1943 года красноармеец Александр Ткаченко был телефонистом роты связи 835-го стрелкового полка 237-й стрелковой дивизии 40-й армии Воронежского фронта. Отличился во время битвы за Днепр.
В ночь с 23 на 24 сентября 1943 года Ткаченко в составе разведывательной группы переправился через Днепр в районе села Гребени Кагарлыкского района Киевской области Украинской ССР и принял активное участие в боях на его западном берегу. Проложив кабельную линию, он успешно поддерживал бесперебойную связь с командованием полка.
Указом Президиума Верховного Совета СССР от 23 октября 1943 года за «мужество и героизм, проявленные при форсировании Днепра и удержании плацдарма на его правом берегу» красноармеец Александр Ткаченко был удостоен высокого звания Героя Советского Союза с вручением ордена Ленина и медали «Золотая Звезда» за номером 2012.
В 1945 году Ткаченко окончил курсы младших лейтенантов. В том же году он был уволен в запас. Проживал в Киеве, работал электромонтёром в Доме научно-технической пропаганды. Умер 13 декабря 1971 года, похоронен на Лукьяновском военном кладбище Киева.
Был также награждён рядом медалей.